# Edo Brajnik
Edo Brajnik s partizanskim imenom Štefan, politični delavec in narodni heroj, * 16. avgust 1922, Kamnik, † 3. december 1983, Ljubljana.

## Življenjepis
Oče mu je bil finančni uradnik Hinko, mati mu je bila Terezija (rojena Fabris). Osnovno šolo je obiskoval v Kamniku, nato pa gimnazijo v Murski Soboti in Ljubljani. Brajnik je bil pred vojno dijak ter je v Ljubljani dovrševal 8. razred gimnazije. Študija ni nadaljeval. Že od leta 1938 je Partija vzgajala tega mladega 16-letnega mladeniča v doslednega revolucionarja ter mu zaupala tudi večje organizacijske naloge. Brajnik je postal oktobra 1939 član SKOJa. Ob kapitulaciji Kraljevine Jugoslavije je prevzel vodstvo srednješolske skojevske organizacije v Ljubljani. Član KPS je postal maja 1941. Julija 1941 je organiziral borbeno grupo skojevcev, ki je postala ena najaktivnejših skupin v Ljubljani. Sodeloval je v mnogih akcijah borbenih grup in kot vodja skupine organiziralin vršil razne diverzantske akcije, razoroževanje fašističnih oficirjev in okupatorjevih patrulj, kaznovanje narodnih izdajalcev itd., zato ga je komandant VOS za mesto  Ljubljana Franc Ravbar vključil v delo VOS pri OF. Zaradi velike hrabrosti in organizacijskih sposobnosti je od spomladi 1942 vodil varnostne grupe v Ljubljani. Takrat je postal član kolegija VOS OF, pozneje centralne komisije in je vodil vso varnostno obveščevalno dejavnost. V Ljubljani je delal kot komandant varnostne službe vse do odhoda v partizane v začetku maja 1943. Kljub odhodu v partizane je pri razvoju in izgradnji VOSa je sodeloval do njene ukinitve februarja 1944, ko je prevzel vodstvo oddelka za tujino pri odseku za notranje zadeve predsedstva SNOS.
Po ustanovitvi OZNE maja 1944 so ga imenovali za namestnika vodje in v začetku 1945 za vodjo 1. odseka OZNE za Jugoslavijo. Po koncu vojne je vrsto let delal v zvezni upravi za notranje zadeve v Beogradu. 
S tihim privoljenjem Josipa Broza in takratnega notranjega ministra Jugoslavije Aleksandra Rankovića je prav Edo Brajnik (alias Prijatelj, kot so Brajnika konspirativno imenovali Judje), z judovskim sodelavcem Danom Yeshayahujem omogočil, da so v nastajajočo državo Izrael preko tedanjih jugoslovanskih pristanišč in letališč takoj po drugi svetovni vojni potovali Judje iz Madžarske, Romunije, Jugoslavije in Sovjetske zveze, z njimi pa naj bi nelegalno potovalo tudi orožje, prepotrebno za osvoboditev nove judovske države. Prav po Brajnikovi zaslugi Judje 
niso pozabili nesebične pomoči Jugoslavije in posebno Slovenije.
Po vrnitvi v Ljubljano je bil Edo Brajnik med drugim predsednik komisije za mednarodna vprašanja skupščine SRS.

## Odlikovanja
- Partizanska spomenica 1941
- Red narodnega heroja